# Bulls de Belleville
Les Bulls de Belleville sont une franchise de hockey sur glace évoluant dans la ligue junior de la Ligue de hockey de l'Ontario.

## Historique
La ville de Belleville se voit décerner une franchise dans la Ligue de hockey de l'Ontario le 1er février 1981. Ils font leurs débuts dans leur nouvelle ligue pour la saison 1981-1982. Larry Mavety est le premier entraîneur de l'équipe et il reste à la tête de l'équipe jusqu'à la fin de la saison 1996-1997,.
En 1985-1986, l'équipe est troisième de sa division et qualifiée pour les séries éliminatoires, elle passe tous les tours pour jouer la finale. Les Bulls perdent cette dernière huit points à quatre matchs à un contre les Platers de Guelph,.
Lou Crawford remplace donc Mavety pour la saison 1997-1998 et le nouvel entraîneur des Bulls les mène dès sa deuxième saison derrière le banc à une nouvelle finale des séries. Cette fois opposés aux Knights de London, les joueurs de Belleville remportent la Coupe J.-Ross-Robertson en sept rencontres, quatre matchs à trois. Justin Papineau, neuvième meilleur pointeur de la saison, est mis en avant par la LHO pour ses performances dans les séries ; il reçoit ainsi le trophée Wayne-Gretzky 99, nouveau trophée mis en place pour récompenser le meilleur joueur des séries.
Ils sont ainsi invités à jouer l'édition 1990 de la Coupe Memorial, le tournoi final des meilleures équipes de la Ligue canadienne de hockey. Même si l'équipe perd en demi-finale face aux 67 d'Ottawa, futurs champions de la Coupe, le gardien de l'équipe, Cory Campbell, est mis en avant en recevant le trophée Hap Emms du meilleur gardien du tournoi. Campbell et Glenn Crawford, attaquant des Bulls, sont élus dans l'équipe type du tournoi.
En 2007-2008, l'équipe joue une nouvelle fois la finale de la Coupe Robertson mais ils sont défaits par les Rangers de Kitchener en sept rencontres. Ils jouent tout de même la Coupe Memorial 2008, cette édition ayant lieu chez les Rangers. Les Bulls parviennent en demi-finale mais sont éliminés par les Rangers 9-0
En mars 2015, l'équipe est vendue à Michael Andlauer, alors propriétaire des Bulldogs de Hamilton de la Ligue américaine de hockey. Il annonce qu'il vend les Bulldogs aux Canadiens de Montréal à la fin de la saison 2014-2015 et que les Bulls vont déménager à Hamilton pour la saison 2015-2016 de la LHO et devenir les nouveaux Bulldogs.

## Statistiques

### Dans l'Ontario Provincial Junior A Hockey League
| Saison    | PJ | V  | D  | N | % V  | BP  | BC  | Pts | Classement | Séries éliminatoires |
| --------- | -- | -- | -- | - | ---- | --- | --- | --- | ---------- | -------------------- |
| 1979-1980 | 44 | 24 | 18 | 2 | 56,8 | 235 | 191 | 50  | 5e OPJHL   |                      |
| 1980-1981 | 44 | 35 | 7  | 2 | 81,8 | 273 | 138 | 72  | 1er OPJHL  |                      |

### Dans la Ligue de hockey de l'Ontario
| Saison    | PJ | V  | D  | N  | DP | DTB | % V  | BP  | BC  | Pts | Classement | Séries éliminatoires | Coupe Memorial |
| --------- | -- | -- | -- | -- | -- | --- | ---- | --- | --- | --- | ---------- | --- | --- |
| 1981-1982 | 68 | 24 | 42 | 2  | -  | -   | 36,8 | 280 | 326 | 50  | 7e Leyden  | Non qualifiés | Non qualifiés |
| 1982-1983 | 70 | 34 | 36 | 0  | -  | -   | 48,6 | 342 | 332 | 68  | 6e Leyden  | 1-7 Generals d'Oshawa | Non qualifiés |
| 1983-1984 | 70 | 33 | 37 | 0  | -  | -   | 47,1 | 319 | 304 | 66  | 5e Leyden  | 0-6 Generals d'Oshawa | Non qualifiés |
| 1984-1985 | 66 | 42 | 24 | 0  | -  | -   | 63,6 | 390 | 278 | 84  | 2e Leyden  | 8-2 Generals d'Oshawa 6-2 Royals de Cornwall 1-9 Petes de Peterborough                                                   | Non qualifiés |
| 1985-1986 | 66 | 37 | 27 | 2  | -  | -   | 57,6 | 305 | 268 | 76  | 2e Leyden  | 9-3 Royals de Cornwall Deuxièmes du round-robin 9-7 Petes de Peterborough 4-8 Platers de Guelph                          | Non qualifiés |
| 1986-1987 | 66 | 26 | 39 | 1  | -  | -   | 40,2 | 292 | 347 | 53  | 5e Leyden  | 2-4 Canadians de Kingston                                                                                                | Non qualifiés |
| 1987-1988 | 66 | 32 | 30 | 4  | -  | -   | 51,5 | 297 | 275 | 68  | 4e Leyden  | 2-4 Royals de Cornwall                                                                                                   | Non qualifiés |
| 1988-1989 | 66 | 27 | 35 | 4  | -  | -   | 43,9 | 292 | 322 | 58  | 6e Leyden  | 1-4 Petes de Peterborough                                                                                                | Non qualifiés |
| 1989-1990 | 66 | 36 | 26 | 4  | -  | -   | 57,6 | 301 | 247 | 76  | 5e Leyden  | 4-3 Frontenacs de Kingston 0-4 Petes de Peterborough                                                                     | Non qualifiés |
| 1990-1991 | 66 | 38 | 21 | 7  | -  | -   | 62,9 | 324 | 280 | 83  | 3e Leyden  | 2-4 67 d'Ottawa | Non qualifiés |
| 1991-1992 | 66 | 27 | 27 | 12 | -  | -   | 50,0 | 314 | 293 | 66  | 6e Leyden  | 1-4 Centennials de North Bay                                                                                             | Non qualifiés |
| 1992-1993 | 66 | 21 | 34 | 11 | -  | -   | 40,2 | 280 | 315 | 53  | 6e Leyden  | 3-4 Generals d'Oshawa | Non qualifiés |
| 1993-1994 | 66 | 32 | 28 | 6  | -  | -   | 53,0 | 303 | 264 | 70  | 4e Leyden  | 4-2 Frontenacs de Kingston 2-4 Centennials de North Bay                                                                  | Non qualifiés |
| 1994-1995 | 66 | 32 | 31 | 3  | -  | -   | 50,8 | 295 | 287 | 67  | 4e Est     | 4-2 Centennials de North Bay 4-2 Frontenacs de Kingston 0-4 Storm de Guelph                                              | Non qualifiés |
| 1995-1996 | 66 | 35 | 26 | 5  | -  | -   | 56,8 | 300 | 250 | 75  | 3e Est     | 4-1 Generals d'Oshawa 4-0 67 d'Ottawa 1-4 Storm de Guelph                                                                | Non qualifiés |
| 1996-1997 | 66 | 22 | 37 | 7  | -  | -   | 38,6 | 235 | 278 | 51  | 5e Est     | 2-4 67 d'Ottawa | Non qualifiés |
| 1997-1998 | 66 | 41 | 22 | 3  | -  | -   | 64,4 | 315 | 239 | 85  | 2e Est     | 4-0 Petes de Peterborough 2-4 Whalers de Plymouth                                                                        | Non qualifiés |
| 1998-1999 | 68 | 39 | 22 | 7  | -  | -   | 62,5 | 334 | 246 | 85  | 2e Est     | 4-0 Wolves de Sudbury 4-1 67 d'Ottawa 4-1 Generals d'Oshawa 4-3 Knights de London Champion de la Coupe J.-Ross-Robertson | Troisièmes du tour préliminaire : - 2-5 Hitmen de Calgary - 4-1 Titan d'Acadie-Bathurst - 5-4 (2P) 67 d'Ottawa Demi-finale : - 2-4 67 d'Ottawa            |
| 1999-2000 | 68 | 44 | 22 | 2  | 0  | -   | 66,2 | 319 | 227 | 90  | 2e Est     | 4-1 Petes de Peterborough 4-2 67 d'Ottawa 1-4 Colts de Barrie                                                            | Non qualifiés |
| 2000-2001 | 68 | 37 | 23 | 5  | 3  | -   | 58,1 | 275 | 224 | 82  | 1er Est    | 4-0 Frontenacs de Kingston 2-4 67 d'Ottawa                                                                               | Non qualifiés |
| 2001-2002 | 68 | 39 | 23 | 4  | 2  | -   | 60,3 | 279 | 218 | 84  | 1er Est    | 4-1 Generals d'Oshawa 2-4 Colts de Barrie                                                                                | Non qualifiés |
| 2002-2003 | 68 | 33 | 27 | 6  | 2  | -   | 52,9 | 195 | 200 | 74  | 3e Est     | 3-4 St. Michael's Majors de Toronto                                                                                      | Non qualifiés |
| 2003-2004 | 68 | 15 | 44 | 8  | 1  | -   | 27,9 | 172 | 279 | 39  | 5e Est     | Non qualifiés | Non qualifiés |
| 2004-2005 | 68 | 29 | 29 | 6  | 4  | -   | 47,1 | 176 | 208 | 68  | 3e Est     | 1-4 Petes de Peterborough                                                                                                | Non qualifiés |
| 2005-2006 | 68 | 32 | 28 | -  | 5  | 3   | 52,9 | 202 | 225 | 72  | 3e Est     | 2-4 Battalion de Brampton                                                                                                | Non qualifiés |
| 2006-2007 | 68 | 39 | 24 | -  | 0  | 5   | 61,0 | 260 | 227 | 83  | 1er Est    | 4-1 67 d'Ottawa 4-0 Generals d'Oshawa 2-4 Wolves de Sudbury                                                              | Non qualifiés |
| 2007-2008 | 68 | 48 | 14 | -  | 4  | 2   | 75,0 | 280 | 175 | 102 | 1er Est    | 4-1 Petes de Peterborough 4-0 Colts de Barrie 4-1 Generals d'Oshawa 3-4 Rangers de Kitchener                             | Deuxièmes du tour préliminaire : - 4-5 Chiefs de Spokane - 6-3 Olympiques de Gatineau - 3-4 Rangers de Kitchener Demi-finale : - 0-9 Rangers de Kitchener |
| 2008-2009 | 68 | 47 | 17 | -  | 2  | 2   | 72,1 | 258 | 176 | 98  | 1er Est    | 4-2 Wolves de Sudbury 4-1 IceDogs de Niagara 2-4 Battalion de Brampton                                                   | Non qualifiés |
| 2009-2010 | 68 | 20 | 40 | -  | 2  | 6   | 35,3 | 189 | 263 | 48  | 5e Est     | Non qualifiés | Non qualifiés |
| 2010-2011 | 68 | 21 | 43 | -  | 0  | 4   | 33,8 | 175 | 271 | 46  | 4e Est     | 0-4 St. Michael's Majors de Mississauga                                                                                  | Non qualifiés |
| 2011-2012 | 68 | 35 | 32 | -  | 1  | 0   | 52,2 | 200 | 221 | 71  | 2e Est     | 2-4 67 d'Ottawa | Non qualifiés |
| 2012-2013 | 68 | 44 | 16 | -  | 5  | 3   | 70,6 | 228 | 167 | 96  | 1er Est    | 4-2 Steelheads de Mississauga 4-0 Wolves de Sudbury 3-4 Colts de Barrie                                                  | Non qualifiés |

## Personnalités de l'équipe

### Entraîneurs
George Burnett est l'entraîneur de l'équipe depuis la saison 2004-2005. Avant lui, six entraîneurs différents se sont succédé derrière le banc de l'équipe.
- 1979 à 1988 : Larry Mavety
- 1988 à 1990 : Danny Flynn
- Séries de 1990 : Shawn MacKenzie
- 1990 à 1997 : Larry Mavety
- 1997 à 2000 : Lou Crawford
- 2000 à 2003 : Jim Hulton
- 2003–2004 : James Boyd
- Depuis 2004 : George Burnett

### Équipe 1998-1999

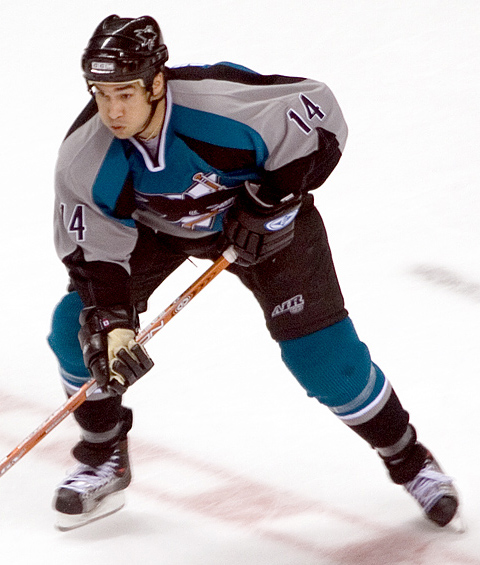
Jonathan Cheechoo (ici en 2006 avec les Sharks de San José) remporte la Coupe J.-Ross-Robertson avec les Bulls en 1998-1999.

Cette section présente la liste officielle des joueurs, entraîneur et directeur-général, de l'équipe des Bulls qui remporte la Coupe J.-Ross-Robertson en 1998-1999.
- Gardien de but : Cory Campbell
- Joueurs : Kevin Baker, Rick Bertran, Derek Campbell, Mark Chaplin, Jonathan Cheechoo, Adam Collins, Glenn Crawford, Michael Jacobsen, Jason Lawmaster, Tyler Longo, Branislav Mezei, Kris Newbury, Kelly Paddon, Justin Papineau, Nick Policelli, Branko Radivojevič, Ryan Ready, Mike Renzi, Nathan Robinson, Randy Rowe et Chris Stanley
- Entraîneur : Louis Crawford
- Directeur-général : R.L. Vaughan

### Capitaines de l'équipe
Cette section présente la liste des capitaines de l'histoire des Bulls.
- 1981-1982 — Ben Kelly
- 1982-1985 — Dunc MacIntyre
- 1985-1986 — Darren Moxam
- 1986-1988 — Brian Chapman
- 1988-1989 — Bryan Marchment
- 1989-1990 — Greg Bignell
- 1990-1991 — John Porco
- 1991-1992 — Darren McCarty
- 1992-1993 — Chris Clancy
- 1993-1994 — Jarrett Reid
- 1993-1994 — Mark Donahue
- 1994-1996 — Craig Mills
- 1996-1997 — Daniel Cleary
- 1997-1999 — Ryan Ready
- 1999-2000 — Justin Papineau
- 2000-2001 — Nick Policelli
- 2001-2002 — Matt Coughlin
- 2002-2003 — Cody McCormick
- 2003-2004 — Andrew Brown
- 2004-2005 — Marc Rancourt
- 2005-2007 — Andrew Gibbons
- 2007-2008 — Matt Beleskey
- 2008-2009 — Eric Tangradi
- 2009-2012 — Luke Judson
- 2012-2014 — Brendan Gaunce
- 2014-2015 — Brett Welychka